# Bhrkutí
Bhrkutí, též Bhrkutí Déví, v Tibetu známá jako Balza („nepálská nevěsta“), je tradičně považována za jednu z manželek Songcän Gampa, jednoho z prvních historických králů Tibetu. Jednalo se o liččhavijskou princeznu z Nepálu, dceru krále Amšuvarmana.
Pro potvrzení existence Bhrkutí neexistují spolehlivé historické doklady a podle Karla Wernera se jedná spíše o legendární postavu, než o historickou osobnost. Nicméně podle tradičního podání si Bhrkutí s sebou za svým manželem do Tibetu přinesla z Nepálu sochu Buddhy Akšóbhji, pro kterou byl vystavěn chrám Džókhang ve Lhase. Pod vlivem této ženy i druhé své manželky, čínské princezny Wen-čcheng, měl Songcän Gampo přijmout buddhismus a začít s jeho šířením po Tibetu.